# Barrack buster
Barrack buster – potoczna nazwa kilku improwizowanych moździerzy, opracowanych w latach 90. XX wieku przez jednostkę inżynieryjną Prowizorycznej Irlandzkiej Armii Republikańskiej (PIRA).
Improwizowany moździerz „barrack buster” – znany brytyjskim siłom bezpieczeństwa jako moździerz Mark 15 – wystrzeliwał metalową butlę z propanem o długości 1 metra i średnicy 36 centymetrów, która zawierała około 75 kilogramów materiałów wybuchowych domowej roboty i miała zasięg od 75 do 275 metrów. Butla była adaptacją komercyjnej butli gazowej produkowanej przez firmę Kosangas z siedzibą w Cobh do ogrzewania i gotowania, używanej na obszarach wiejskich w całej Irlandii.
Mark 15 został po raz pierwszy użyty w ataku 7 grudnia 1992 roku na bazę Royal Ulster Constabulary (RUC) i British Army w Ballygawley w hrabstwie Tyrone. Pocisk wystrzelony z ciągnika rolniczego zaparkowanego w pobliżu miejskiego ośrodka zdrowia został odbity przez gałęzie drzewa i ogrodzenie. Część cywilów musiała zostać ewakuowana. Rozbrojenie urządzenia zajęło technikom armii brytyjskiej dziesięć godzin. Późniejsze oświadczenie PIRA przyznało, że bomba moździerzowa „nie zdołała prawidłowo zdetonować”. Kolejny, bardziej udany atak miał miejsce 20 stycznia 1993 roku w Clogher, również w hrabstwie Tyrone, gdzie lokalny posterunek policji RUC został poważnie uszkodzony, a kilku policyjnych konstablów zostało rannych.

## Prowizoryczne moździerze PIRA
„Barrack buster” należał do serii moździerzy domowej roboty, rozwijanych od lat 70. XX wieku. Pierwszy taki moździerz – Mark 1 – został użyty w ataku w maju 1972 roku, a wkrótce po nim pojawiła się pierwsza z serii ulepszonych lub zróżnicowanych wersji sięgających lat 90.:
- Mark 1 (1972): składał się z 50-milimetrowej miedzianej rury wypełnionej 0,28 kilograma plastiku. Napędzany pociskiem .303 (7,7 mm) i detonowany przez nabój .22 Long (5,6 mm)[9].
- Mark 2 (1972–1973): 57-milimetrowa stalowa rura o długości 20 centymetrów wypełniona 0,91 kilograma materiału wybuchowego i zdetonowana przez nabój strzelby kalibru 12 Gauge[9]. Moździerz spowodował pierwszą ofiarę śmiertelną, gdy brytyjski żołnierz został zabity podczas próby rozbrojenia niewypału pocisku wystrzelonego na koszary Fort Monagh w Turf Lodge w Belfaście, 10 grudnia 1972 roku[10].
- Mark 3 (1973–1974): 60-milimetrowa lufa moździerzowa ze statyczną iglicą na płycie oporowej i zasięgiem 240 metrów. Napędzany wysuszoną mieszaniną szmat oraz chloranu sodu i detonowany ładunkiem saletry amonowej. Użyty w atakach na Creggan Camp, Derry i Lisanelly Camp w Omagh, w roku 1973[1]. Podczas ataku na posterunek policji, moździerz nie wystrzelił i zabił dwóch ludzi z PIRA obsługujących urządzenie.
- Mark 4 (1974): zasadniczo Mark 3 z większym ładunkiem materiału pędnego, który zwiększył zasięg do 370 metrów. Bomba została wypełniona 0,45 kilograma saletry amonowej i proszkiem aluminiowym. Użyty tylko w jednym znanym ataku na bazę w Strabane w hrabstwie Tyrone, 22 lutego 1974 roku[1].
- Mark 5 (1974): nigdy nie wykorzystany w żadnym znanym ataku, brytyjskie siły bezpieczeństwa dowiedziały się o tym po odkryciu warsztatu PIRA w Cushendall w hrabstwie Antrim w 1974 roku[1].
- Mark 6 (1974–1994): konwencjonalny 60-milimetrowy moździerz z dwójnogiem i płytą oporową o zasięgu 1100 metrów. Pocisk był napędzany ładunkiem prochu domowej roboty, odpalanym przez nabój kalibru .22 Long. Głowica bojowa wykonana z 1,4 kilograma semteksu, została zdetonowana przez kolejny nabój kalibru .22 Long po uderzeniu. Bomba uzbroiła się „za pomocą napędzanego wiatrem śmigła, które jest integralną częścią napastnika”. Pocisk Mark 6 został rzucony ręcznie na dach pojazdu opancerzonego ze szczytu Divis Flats w Belfaście, powodując rozległe uszkodzenia i kilka ofiar[1]. Wykorzystano go w marcu 1994 roku w trzech atakach na londyńskie lotnisko Heathrow w Wielkiej Brytanii. Nie wiadomo, czy był używany po tych atakach[1][11][12].
- Mark 7 (1976): dłuższa wersja Marka 6.
- Mark 8 (1976): dłuższa wersja Marka 6, która składała się ze stalowej rury o długości 1,2 metra, ale pocisk był niestabilny aerodynamicznie. Po raz pierwszy użyty przeciwko bazie armii brytyjskiej w Crossmaglen[1]. Po tym incydencie sierżant sztabowy Bruce został odznaczony Medalem Jerzego za usunięcie niewybuchu[13].
- Mark 9 (1976–?): urządzenie wystrzeliło krótszą, ale szerszą bombę moździerzową, wykonaną ze ściętej butli gazowej. Po raz pierwszy użyty przeciwko bazie brytyjskiej armii w Crossmaglen 23 października 1976 roku[1].
- Mark 10 (1979–1994): moździerz dużego kalibru wystrzeliwujący pocisk zawierający 20–100 kilogramów materiałów wybuchowych. Jego pierwsze użycie 19 marca 1979 roku spowodowało pierwszą celową ofiarę – brytyjskiego żołnierza – z moździerza PIRA w Newtownhamilton w hrabstwie Armagh. Został zaprojektowany głównie do atakowania posterunków policji oraz baz wojskowych i został użyty w ataku moździerzowym w Newry w 1985 roku, w którym zginęło dziewięciu policjantów. Użyto go w kilku atakach z wykorzystaniem konfiguracji z wieloma wyrzutniami, „często wystrzeliwanych z tyłu furgonetek typu Transit”[12]. Trzy takie moździerze, wykorzystujące jako głowicę mieszankę azotanu amonu i nitrobenzenu – znanego jako „Annie” – zostały użyte 7 lutego 1991 roku w ataku PIRA na 10 Downing Street w Londynie przeciwko brytyjskiemu premierowi Johnowi Majorowi i jego Gabinetowi Wojennemu podczas I wojny w Zatoce Perskiej[1]. Został zastąpiony przez większy Mark 15.
- Mark 11 (1989–?): użyty po raz pierwszy 13 maja 1989 roku przeciwko stanowisku obserwacyjnemu armii brytyjskiej w Glassdrumman w hrabstwie Armagh. Moździerz miał zasięg 500 metrów[1].
- Improvised Projected Grenade (IPG, 1985–?): broń wystrzeliwana z ramienia, użyta przeciwko pojazdom opancerzonym oraz bazom policji i armii. Wystrzeliwał głowicę wykonaną z 1,1 kilograma semteksu i trotylu. Po tym, jak w marcu 1986 roku zginął ochotnik PIRA, wprowadzono dodatkowe zabezpieczenia, ale strzelanie nadal pozostawiało wyraźny siniak na ramieniu operatora. Zastąpiony przez Projected Recoilless Impprovised Grenade (PRIG) w 1991 roku[1].
- Mark 12 (1985–?): zdalnie aktywowany moździerz wystrzeliwany poziomo przeciwko pojazdom opancerzonym. Po raz pierwszy użyty w marcu 1991 roku[1] przeciwko mobilnemu patrolowi Ulster Defence Regiment (UDR), niszcząc opancerzony pojazd Land Rover i zabijając dwóch żołnierzy w zasadzce w Mullacreevie (Armagh)[14].
- Mark 13 (1990–?): moździerz trzonowy, zwykle wystrzeliwany z tyłu ciężkiego pojazdu. Użyty po raz pierwszy i jedyny w nieudanym ataku na bazę sił bezpieczeństwa w Dungannon w hrabstwie Tyrone w maju 1990 roku[1].
- Mark 14 (1992–?): wykonany z dwóch połówek 11-kilogramowych butli z gazem zespawanych ze sobą i zdolnych do przenoszenia ładunku 23 kilogramów materiału wybuchowego. Po raz pierwszy użyty 31 maja 1992 roku w ataku na bazę Crossmaglen[2].
- Mark 15 (1992–?): pierwszy moździerz znany jako „barrack buster”, będący standardowym moździerzem PIRA dużego kalibru i opisany jako „latający samochód pułapka”. Miał kaliber 320 milimetrów i wystrzeliwał bombę zawierającą 75–100 kilogramów materiałów wybuchowych, o maksymalnym zasięgu 275 metrów. Był również używany w konfiguracjach z wieloma wyrzutniami, z atakiem z użyciem 12 wyrzutni na brytyjską bazę wojskową w Kilkeel w hrabstwie Down 9 października 1993 roku[12][15]. W ataku na bazę policji w Clogher wykorzystano urządzenie o wadze 140 kilogramów przelatujące nad 4,5-metrową ścianą[16]. Dwa brytyjskie śmigłowce: Lynx, który unosił się nad lądowiskiem w atakowanej bazie, oraz Puma startująca z innej bazy, zostały zestrzelone przez ten typ moździerza między marcem a lipcem 1994 roku w hrabstwie Armagh. Toby Harnden opisuje zestrzelenie Lynxa w 1994 roku jako najbardziej udany atak PIRA na helikopter podczas The Troubles[17]. Lufa była zwykle podłączona do podnośnika hydraulicznego holowanego przez ciągnik rolniczy na miejsce odpalania[9].
- Mark 16 (1991–?): moździerz odpalany z ramienia do użytku przeciwko pojazdom opancerzonym. Po raz pierwszy wykorzystany w maju 1991 roku. Opisywany również jako Projected Recoilless Impprovised Grenade (PRIG). Pocisk był puszką o wadze 0,45 kilograma wypełnioną 600 gramami semteksu uformowanego w ładunek kumulacyjny[1].
- Mark 17 (1994–?): irlandzkie źródła wywiadowcze wierzyły, że ten nowy, jeszcze potężniejszy moździerz został przetestowany podczas zawieszenia broni w latach 1994–1996 na obszarze Carlingford Lough w hrabstwie Louth, na południe od granicy[18].

## Wpływ moździerzy na sytuację w Irlandii Północnej
Intensyfikacja kampanii moździerzowej prowadzonej przez PIRA pod koniec lat 80. XX wieku doprowadziła rząd brytyjski do zwiększenia liczby żołnierzy armii brytyjskiej w Irlandii Północnej z najniższego poziomu 9,000 w 1985 roku do 10,500 w 1992 roku. Również w latach 80. władze odpowiedzialne za obronność, podjęły ogromny i kosztowny plan wzmocnienia zabezpieczeń w całym regionie, aby poradzić sobie z zagrożeniem. Użycie przez PIRA moździerzy w połączeniu z ciężkimi karabinami maszynowymi zmusiło armię brytyjską do zbudowania głównych punktów kontrolnych niecałe 2 kilometry od granicy z Irlandią do 1992 roku.
Te moździerze były również używane przeciwko celom w Anglii, takim jak ataki na 10 Downing Street w dniu 7 lutego 1991 roku i na lotnisko Heathrow w marcu 1994 roku. Oba ataki miały na celu wywarcie presji przez PIRA na rząd brytyjski w celu podjęcia negocjacji z organizacją.

## Wykorzystanie moździerzy przez inne grupy
W 1972 roku Oficjalna Irlandzka Armia Republikańska (OIRA) opracowała rodzaj moździerza, który został użyty w atakach na kilka instalacji armii brytyjskiej 5 grudnia tego samego roku. Improwizowane moździerze stworzone przez PIRA były używane przez Prawdziwą Irlandzką Armię Republikańską (RIRA), która również opracowała własny system zapalnika w latach 2000.. W roku 2000 nowy typ moździerza został przetestowany przez RIRA w hrabstwie Fermanagh, który został sklasyfikowany przez brytyjską armię jako „Mark 19”. Co więcej, to co wydaje się być podobną lub identyczną technologią moździerzową, znaną w Kolumbii jako „cilindros”, było używane od 1998 roku przez Rewolucyjne Siły Zbrojne Kolumbii – Armię Ludową (FARC – EP). Organizacja terrorystyczna hiszpańskich Basków ETA miała w 2001 roku rzekomo budować moździerze „bardzo podobne” do tych używanych przez PIRA. Możliwy transfer tej technologii moździerza do FARC – EP był centralną kwestią w aresztowaniu w sierpniu 2001 roku i późniejszym procesie członków PIRA zwanych Colombia Three, oskarżonych przez kolumbijskie władze i Komisję Spraw Zagranicznych Izby Reprezentantów Stanów Zjednoczonych, że „rzekomo” przeszkolili FARC – EP w wytwarzaniu i stosowaniu tej technologii moździerzowej, mimo że na rozprawie nie przedstawiono żadnych dowodów na poparcie tego twierdzenia.